# غافن أندريسن
غافن أندريسن (بالإنجليزية: Gavin Andresen)‏ هو مبرمج اشتهر بعمله في البيتكوين. يقيم في أميرست.
كان أندريسن في الأصل مطور للرسومات الثلاثية الابعاد وبرامج الواقع الافتراضي

## روابط خارجية
- غافن أندريسن على موقع IMDb (الإنجليزية)
- غافن أندريسن على موقع قاعدة بيانات الفيلم (الإنجليزية)